# 教養部
教養部（きょうようぶ）とは、戦後日本の新制大学において、一般教育を担当するために置かれた組織である。

## 概要
戦後の学制改革で成立した新制大学には、専門教育に対置して一般教育が導入され、卒業に必要な単位数124単位に、専門教育科目76単位の他、一般教育科目36単位、外国語科目8単位、保健体育科目4単位が含まれていた。教養部は、専門教育科目以外の一般教育科目等を担当する部門として、1963年の国立学校設置法の改正により、法制化されたものである。教養部には、一般教育・外国語・保健体育科目を担当する教職員と学生が所属し、学生は2年次後期又は3年次に学部に「進学」する形式となっていた。
教養部を設置する国立大学は、最大で33校となったが、1991年の大学設置基準の大綱化によって、卒業に必要な一般教育の単位数の規定がなくなるとともに、多くの大学で教養部は廃止された。2023年4月現在、教養部が設置されているのは、東京医科歯科大学のみである。
なお、ほとんどの公私立大学では、一般教育部門の教員も、各学部に所属し、学生は、学部に4年間所属する体制をとっていた。

## 経緯
新制大学は、旧制の大学・高校・専門学校・師範学校等を包摂する形で発足したが、まず、旧制大学が旧制高校を包摂した大学において、一般教育を担当する部門として、旧制高校を母体に、教養部が設置された。
一方で、旧制大学を母体に持たない一方で、旧制高校を母体として持つ新制大学においては、旧制高校の多くは新制大学の「文理学部」として設置された。この文理学部は、ひとつの学部で文科・理科の専門教育の他、新制大学で統合した旧制専門学校の一般教育も担当したため、教育負担が大きかった。これらの大学では、団塊の世代の大学進学時期を迎え、入学定員の拡充に向け、文理学部の分離とともに、教養部を独立させた。
また、成立した新制大学のうち、旧制高校が母体になかった大学では、師範学校を母体として設置された学芸学部が、教員養成課程の他、一般教育も担当していたが、これら学部においても、一般教育部門の教育負担が大きいことから、いくつかの大学で、教養部の法制化を受けて、独立した教養部を設置した。
しかし、設置された教養部は、大学内部で学部と同格の扱いとならず、教員が専門教育に参加できない他、研究費にも差があるなど、内部的な課題を抱えていた。また、学生からも、一般教育に対し、高校教育の繰り返しとの批判があった。
そうした中で、大学設置基準の大綱化により、卒業に必要な一般教育取得単位数の規制がなくなったことと、多くの大学が大学改革に取り組む中で、学士課程の4年一貫教育化が進み、ほとんどの教養部は廃止されることとなった。教養部は「総合科学部」等の独立した学部になるものの他、外国語教育を専門に行うセンターを設置したり、教員を専門教育を行う各学部に所属させるなどの対応をとった。

## 教養部が設置された国立大学[8]
| 設置母体                                       | 大学名           | 教養部設置年 | 教養部廃止年 | 備考                                                    |
| ---------------------------------------------- | ---------------- | ------------ | ------------ | ------------------------------------------------------- |
| 旧制大学に包摂された旧制高校等を継承する分校等 | 北海道大学       | 1949         | 1995         | 設置は学内措置のみ                                      |
| 旧制大学に包摂された旧制高校等を継承する分校等 | 東北大学         | 1949         | 1993         | 1964年法制化 1993年国際文化研究科・情報科学研究科設置   |
| 旧制大学に包摂された旧制高校等を継承する分校等 | 名古屋大学       | 1949         | 1993         | 1963年法制化 1993年情報文化学部設置                     |
| 旧制大学に包摂された旧制高校等を継承する分校等 | 京都大学         | 1950         | 1992         | 1963年法制化 1992年総合人間学部設置                     |
| 旧制大学に包摂された旧制高校等を継承する分校等 | 大阪大学         | 1950         | 1994         | 1963年法制化 1994年国際公共政策研究科設置               |
| 旧制大学に包摂された旧制高校等を継承する分校等 | 広島大学         | 1949         | 1974         | 1964年法制化 1974年総合科学部設置                       |
| 旧制大学に包摂された旧制高校等を継承する分校等 | 九州大学         | 1949         | 1994         | 1963年法制化 1994年比較社会文化研究科・数理学研究科設置 |
| 旧制高校を継承する法文・理学部                 | 新潟大学         | 1964         | 1994         |                                                         |
| 旧制高校を継承する法文・理学部                 | 金沢大学         | 1964         | 1996         |                                                         |
| 旧制高校を継承する法文・理学部                 | 岡山大学         | 1964         | 1994         | 1994年環境理工学部設置                                  |
| 旧制高校を継承する法文・理学部                 | 熊本大学         | 1964         | 1997         |                                                         |
| 旧制高校を継承する文理学部                     | 弘前大学         | 1965         | 1997         |                                                         |
| 旧制高校を継承する文理学部                     | 山形大学         | 1967         | 1996         |                                                         |
| 旧制高校を継承する文理学部                     | 茨城大学         | 1967         | 1996         |                                                         |
| 旧制高校を継承する文理学部                     | 埼玉大学         | 1965         | 1995         |                                                         |
| 旧制高校を継承する文理学部                     | 千葉大学         | 1968         | 1994         |                                                         |
| 旧制高校を継承する文理学部                     | 富山大学         | 1967         | 1993         |                                                         |
| 旧制高校を継承する文理学部                     | 信州大学         | 1966         | 1995         |                                                         |
| 旧制高校を継承する文理学部                     | 静岡大学         | 1965         | 1995         | 1995年情報学部設置                                      |
| 旧制高校を継承する文理学部                     | 神戸大学         | 1963         | 1992         | 1964年法制化 1992年国際文化学部設置                     |
| 旧制高校を継承する文理学部                     | 山口大学         | 1966         | 1996         |                                                         |
| 旧制高校を継承する文理学部                     | 愛媛大学         | 1968         | 1996         |                                                         |
| 旧制高校を継承する文理学部                     | 佐賀大学         | 1966         | 1996         |                                                         |
| 旧制高校を継承する文理学部                     | 鹿児島大学       | 1949         | 1997         | 1965年法制化                                            |
| 師範学校を継承する学芸学部                     | 岩手大学         | 1966         | 1977         | 1977年人文社会学部設置                                  |
| 師範学校を継承する学芸学部                     | 群馬大学         | 1965         | 1993         | 1993年社会情報学部設置                                  |
| 師範学校を継承する学芸学部                     | 宇都宮大学       | 1968         | 1994         | 1994年国際学部設置                                      |
| 師範学校を継承する学芸学部                     | 岐阜大学         | 1965         | 1996         | 1996年地域科学部設置                                    |
| 師範学校を継承する学芸学部                     | 鳥取大学         | 1967         | 1995         |                                                         |
| 師範学校を継承する学芸学部                     | 徳島大学         | 1965         | 1993         |                                                         |
| 師範学校を継承する学芸学部                     | 長崎大学         | 1964         | 1997         | 1997年環境科学部設置                                    |
| その他                                         | 東京医科歯科大学 | 1965         | 2024         | 閉校                                                    |
| その他                                         | 琉球大学         | 1964         | 1997         |                                                         |